# Chevrolet Suburban
Chevrolet Suburban (в Україні зазвичай читається як Шевроле Субурбан) — повнорозмірний SUV, розроблений компанією Chevrolet — підрозділом корпорації General Motors. Випускається з 1935 року в США. Також випускається під марками Holden та GMC (відомий як GMC Yukon XL), а
також Cadillac — Cadillac Escalade ESV. Suburban — один з найпопулярніших автомобілів General Motors, яка була позашляховик.

## Історія
Багато автокомпаній використовували назву Suburban для своїх автомобілів, у тому числі Dodge, Plymouth, Studebaker, Nash, GMC та Chevrolet. У 1935 році Chevrolet почав випускати Suburban. Слідом за ним в 1937 році автомобіль почали випускати під маркою GMC. Позашляховик тоді називався Suburban Carryall, але для спрощення його називали Suburban. Із закінченням виробництва Dodge Town Wagon в 1966 році і Plymouth Suburban в 1978 році, General Motors поміняли назву на Suburban в 1988 році. Тоді у нього було достатньо конкурентів — Jeep Wagoneer, International Harvester Travelall та Ford Excursion, змінений в 2005 році на Ford Expedition EL. Також у нього є «внутрішній» конкурент — Chevrolet Tahoe, однак Suburban довший за нього на 510 мм. Зараз Suburban найбільший позашляховик на автомобільному ринку.

## Перше покоління
У 1933 році Chevrolet презентував універсал, побудований наполовину з вантажівки. Ця модель була спеціально побудована для Національної гвардії та Цивільного корпусу охорони навколишнього середовища. Велика частина кузова була побудована з дерева, і могла вмістити до восьми пасажирів.

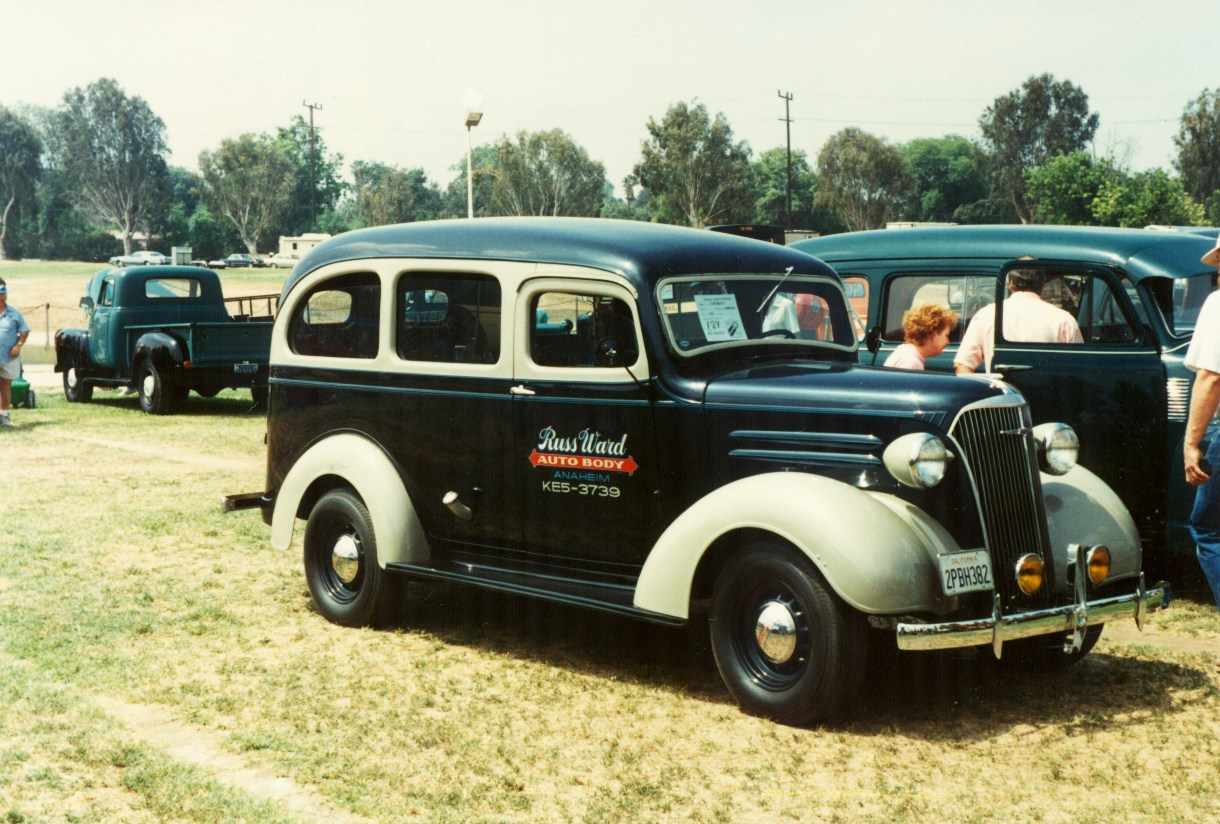
1-ше покоління (1935–1940)
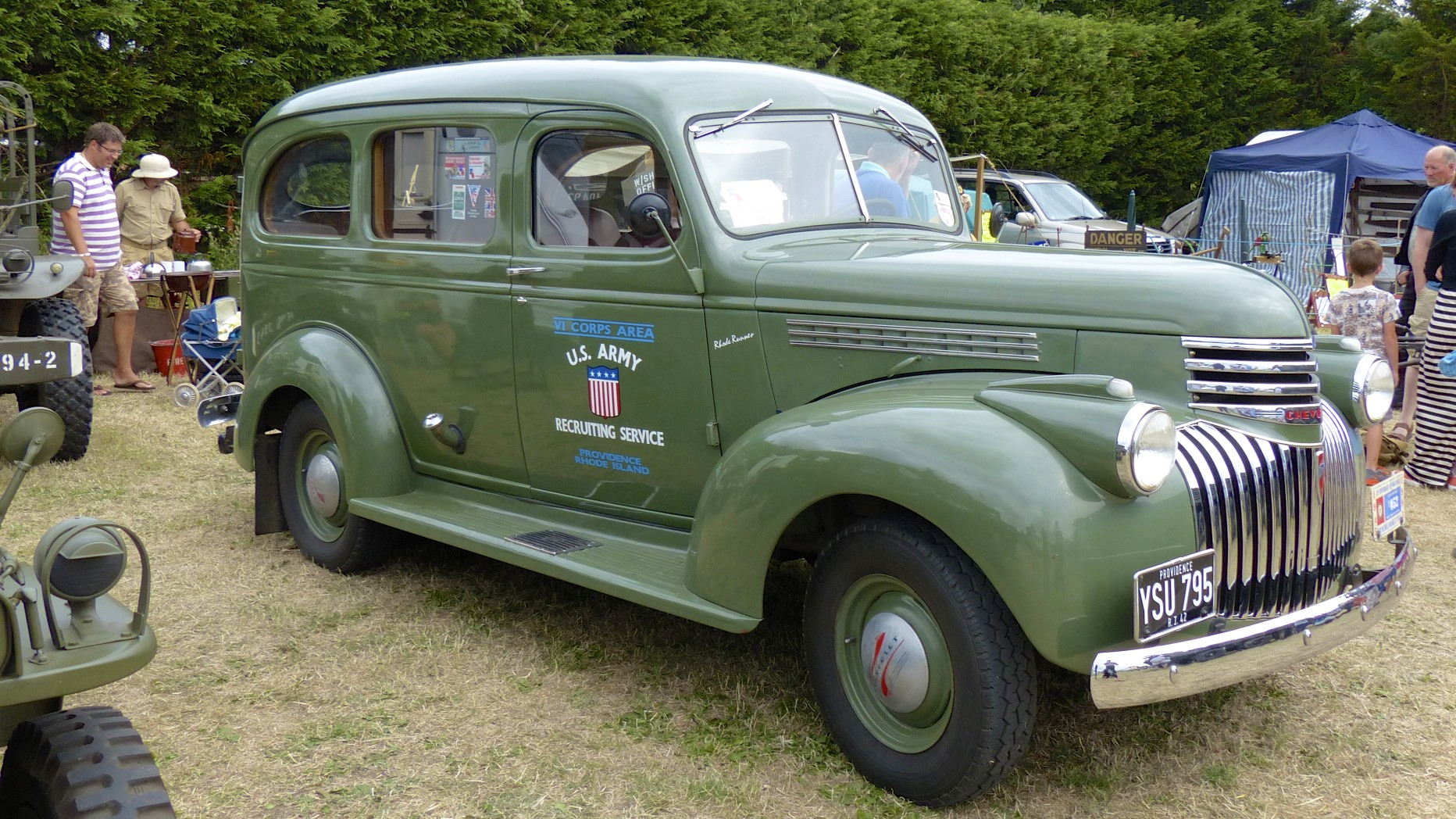
2-ге покоління (1941–1946)
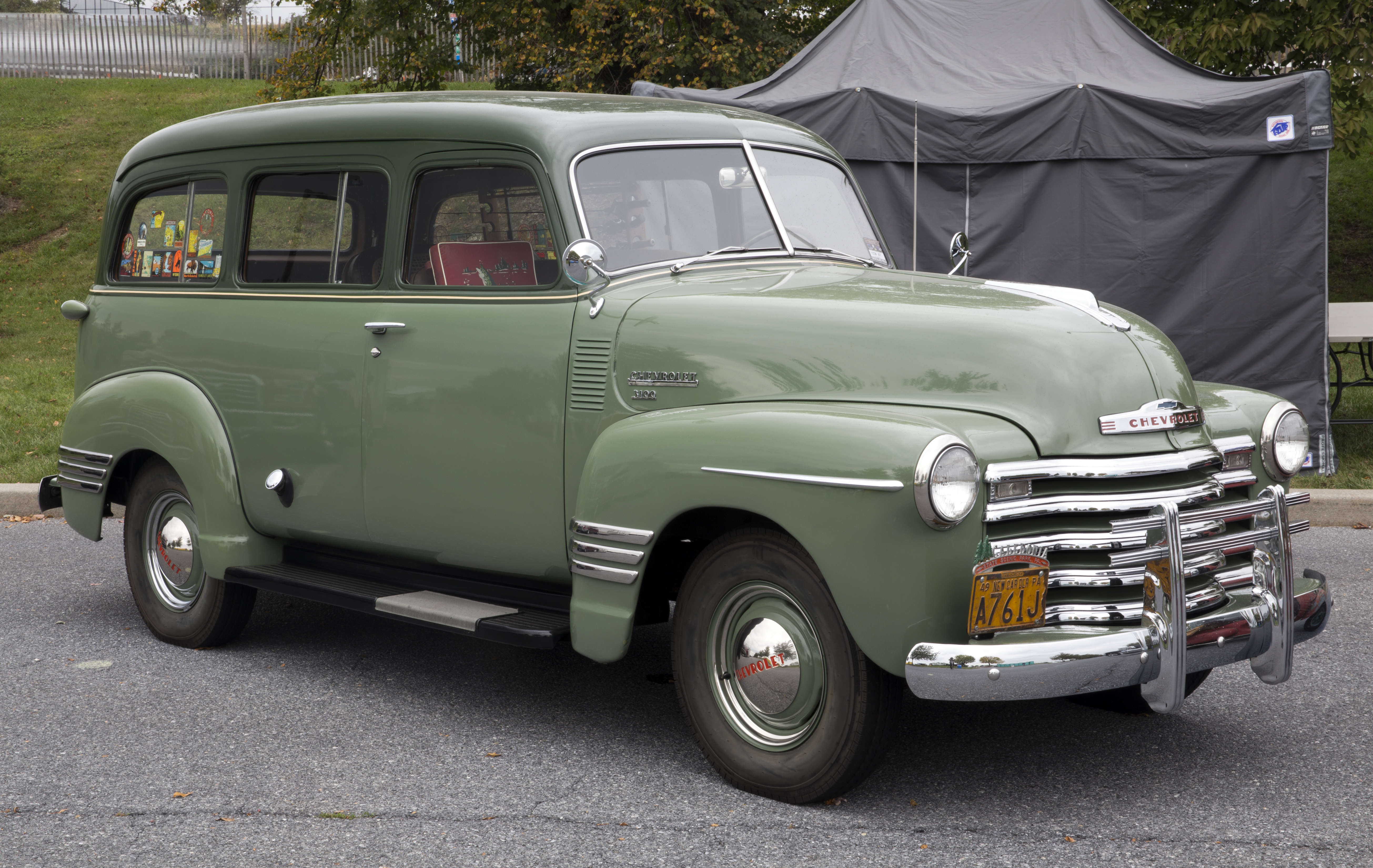
3-тє покоління (1947–1954)
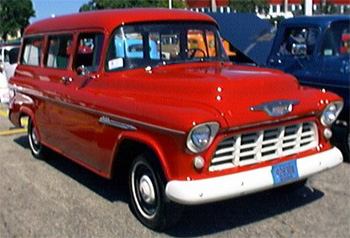
4-те покоління (1955–1959)
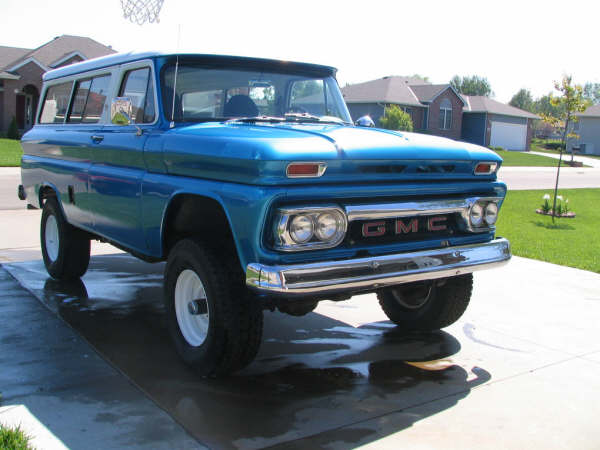
5-те покоління (1960–1966)
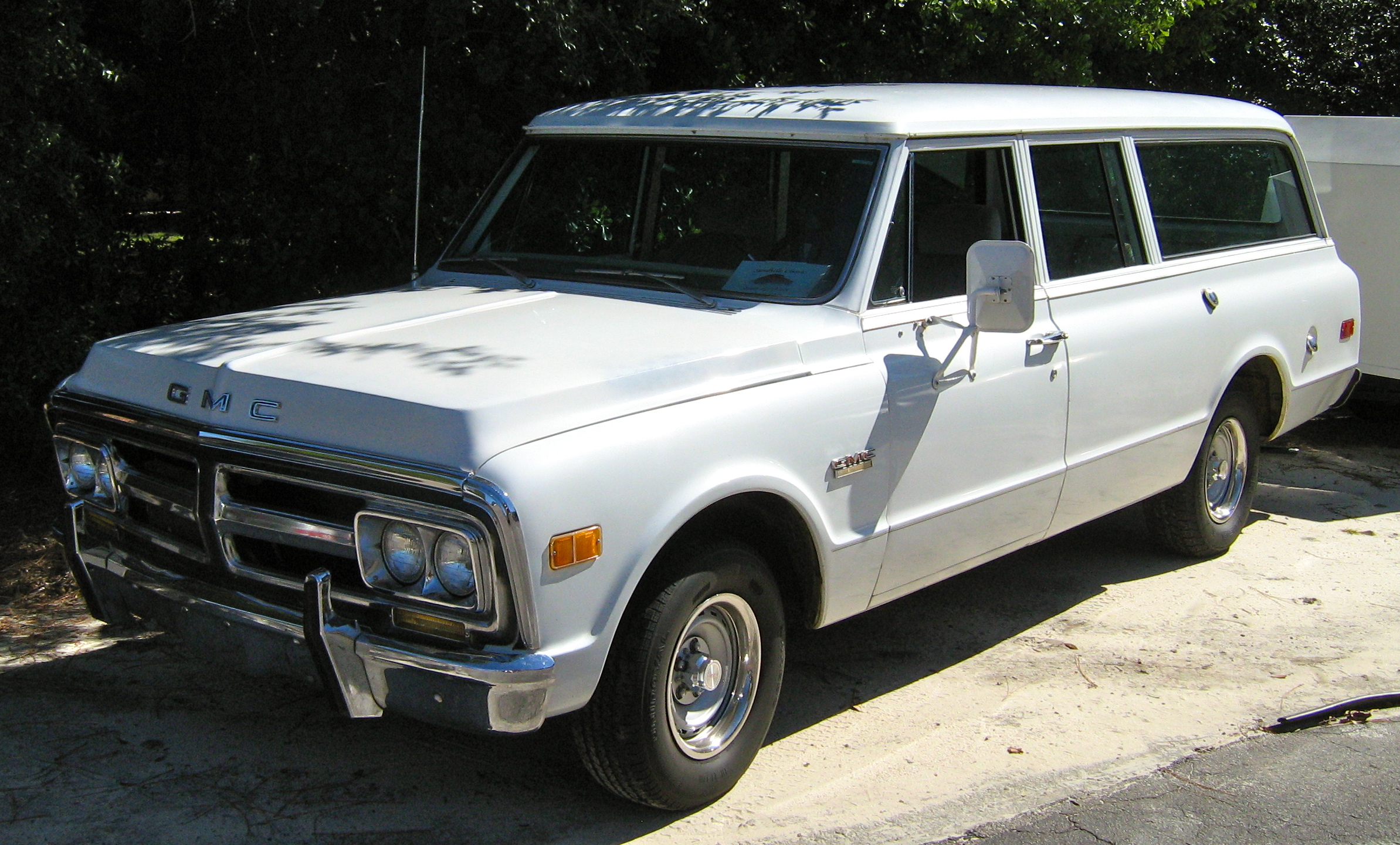
6-те покоління (1967–1972)
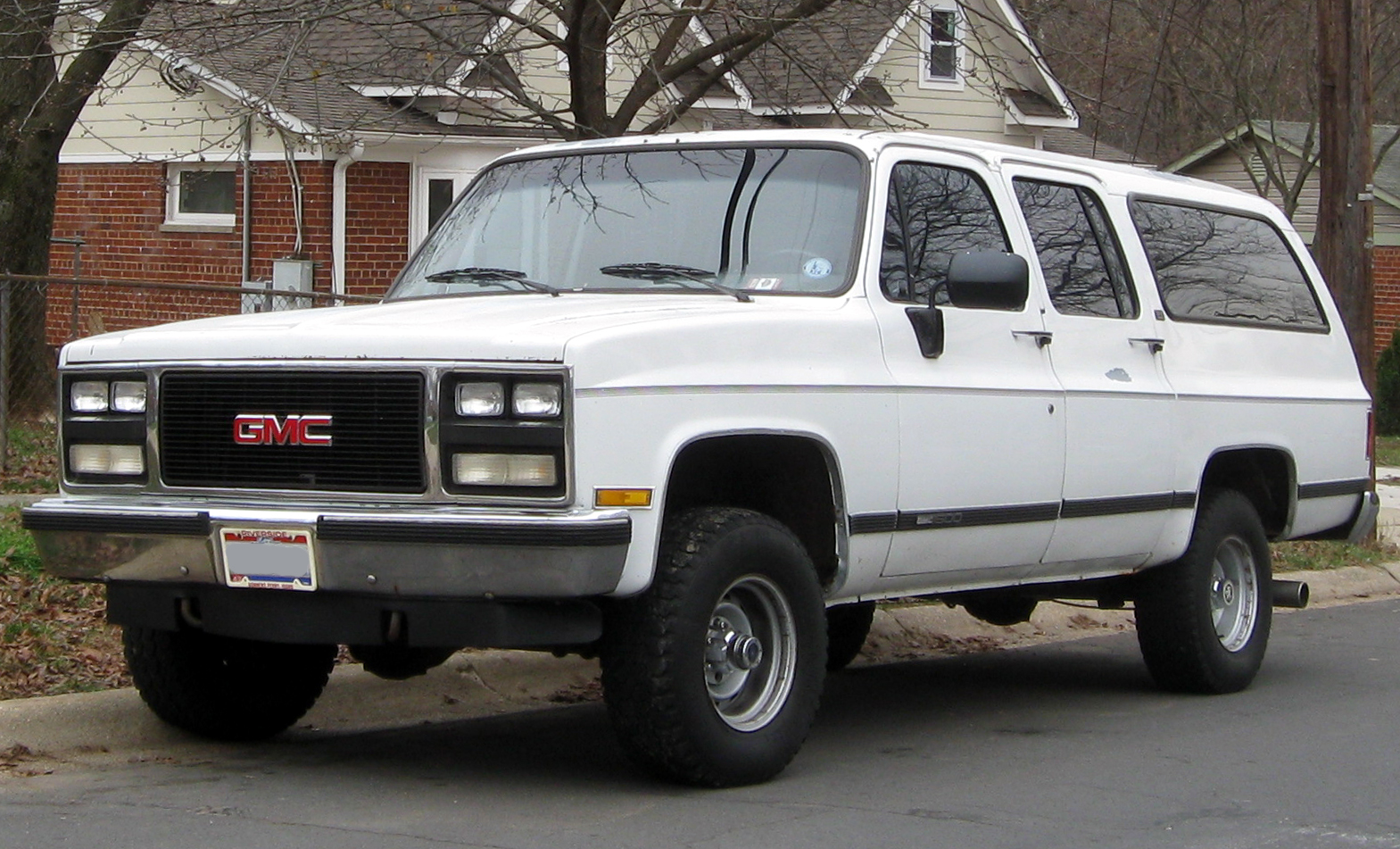
7-ме покоління (1973–1991)

## Восьме покоління (1992—1999)

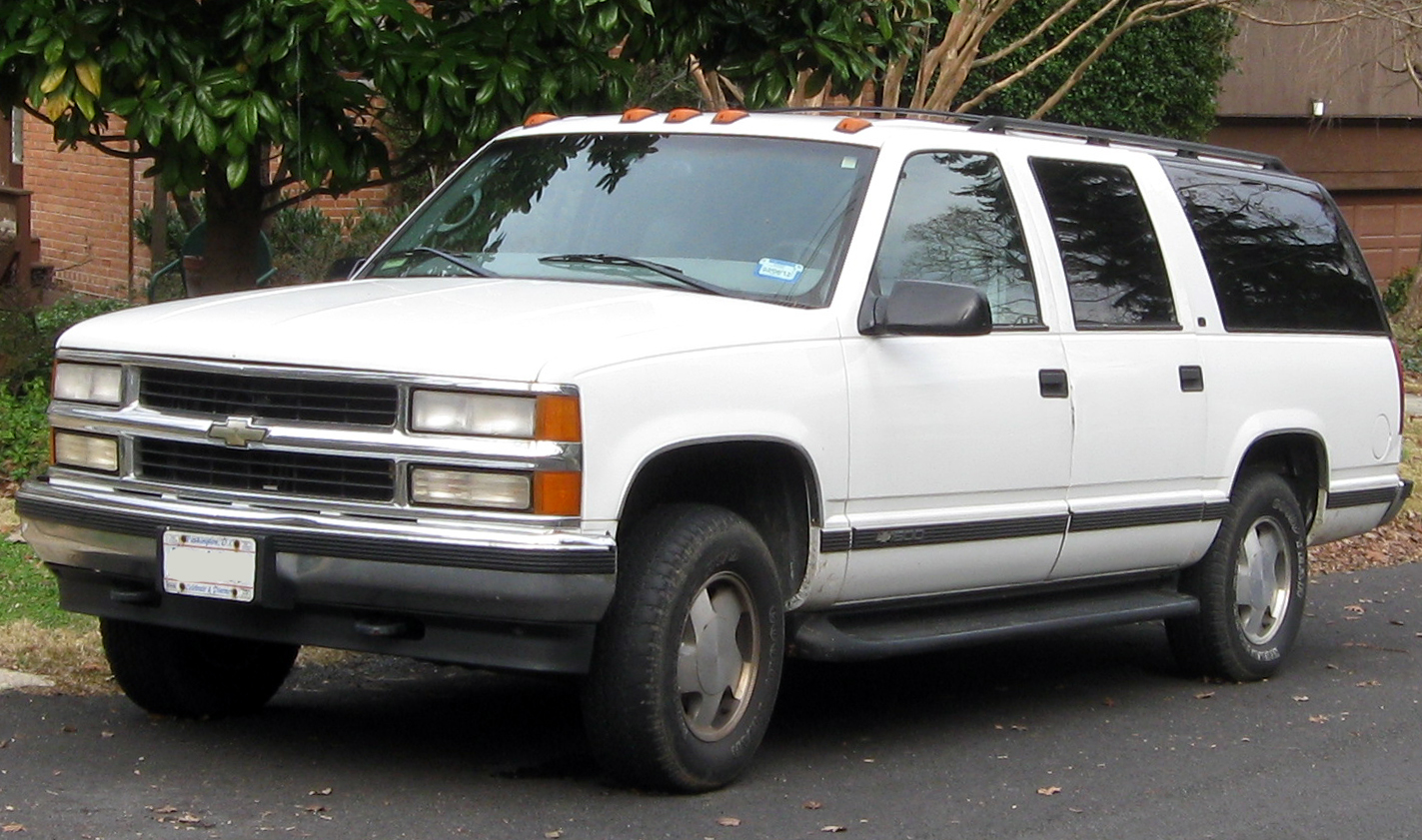
Chevrolet Suburban 8 (1992—1999)

Suburban на платформі GMT400 з'явився в 1992 році. Це було пізно в порівнянні з пікапами-близнюками Chevrolet — їх почали випускати ще в 1987 році. Базовим двигуном для всіх версій був V8 з об'ємом 5,7 літра (350 куб. дюймів або 5733 куб. см). У 1992—1995 роках на автомобіль встановлювали двигуни Chevrolet 350 TBI (RPO code L05) потужністю 200 к.с. і Chevrolet 454 TBI (RPO code L19) потужністю 230 к.с. У 1996 році в двигунів оновили систему подачі палива і назви. Розподілене уприскування змінив моновприск. Стара назва Chevrolet змінили на Vortec (Vortec 5700 L31 і Vortec 7400 L29). З розподіленим уприскуванням палива потужність була збільшена з 200 к.с. до 250 к.с. (Vortec 5700) і з 230 к.с. до 290 к.с. (Vortec 7400). Як опція був доступний турбодизель V8 6.5 літра потужністю 180 к.с. На автомобілі були дві версії колісної бази: 1500 і 2500, ці цифри говорять про вантажопідйомність машини виражену в фунтах, тобто для платформи 1500 це 680 кг, а для 2500 це 1133 кг. Відмінності в базах стосувалися і мостів: якщо в базі 1500 стояли напіврозвантажені осі або так звані 6-ти шпилькові мости, то на базі 2500 використовувалися повністю розвантажені осі або так звані 8-ми шпилькові мости. Відрізнити їх було легко за кількістю шпильок кріплення колеса. Suburban з турбодизельними двигунами могли мати блокування диференціала Gov-Lock. Також відмінності були і в коробках передач, якщо в базі 1500 ставилася 4-ступінчаста автоматична коробка передач — 4L60E, яка не любить різких стартів і агресивної їзди, то на базі 2500 ставилася посилена 4-ступінчаста коробка 4L80E, відома своєю надійністю. На GMT400 використовувалася незалежна передня підвіска на всіх версіях автомобіля для більш комфортної їзди. Торсіонна на повнопривідних моделях і пружинна на задньопривідних.

### Двигуни
- 6.5 L L56 і L65 Turbo Diesel V8 (тільки 2500)
- 5.7 L L05 V8 (1992—1995)
- 5.7 L Vortec L31 V8 (1996—1999)
- 7.4 L L19 V8 (тільки 2500) (1992—1995)
- 7.4 L Vortec L29 V8 (тільки 2500) (1996—1999)

## Дев'яте покоління (2000—2006)

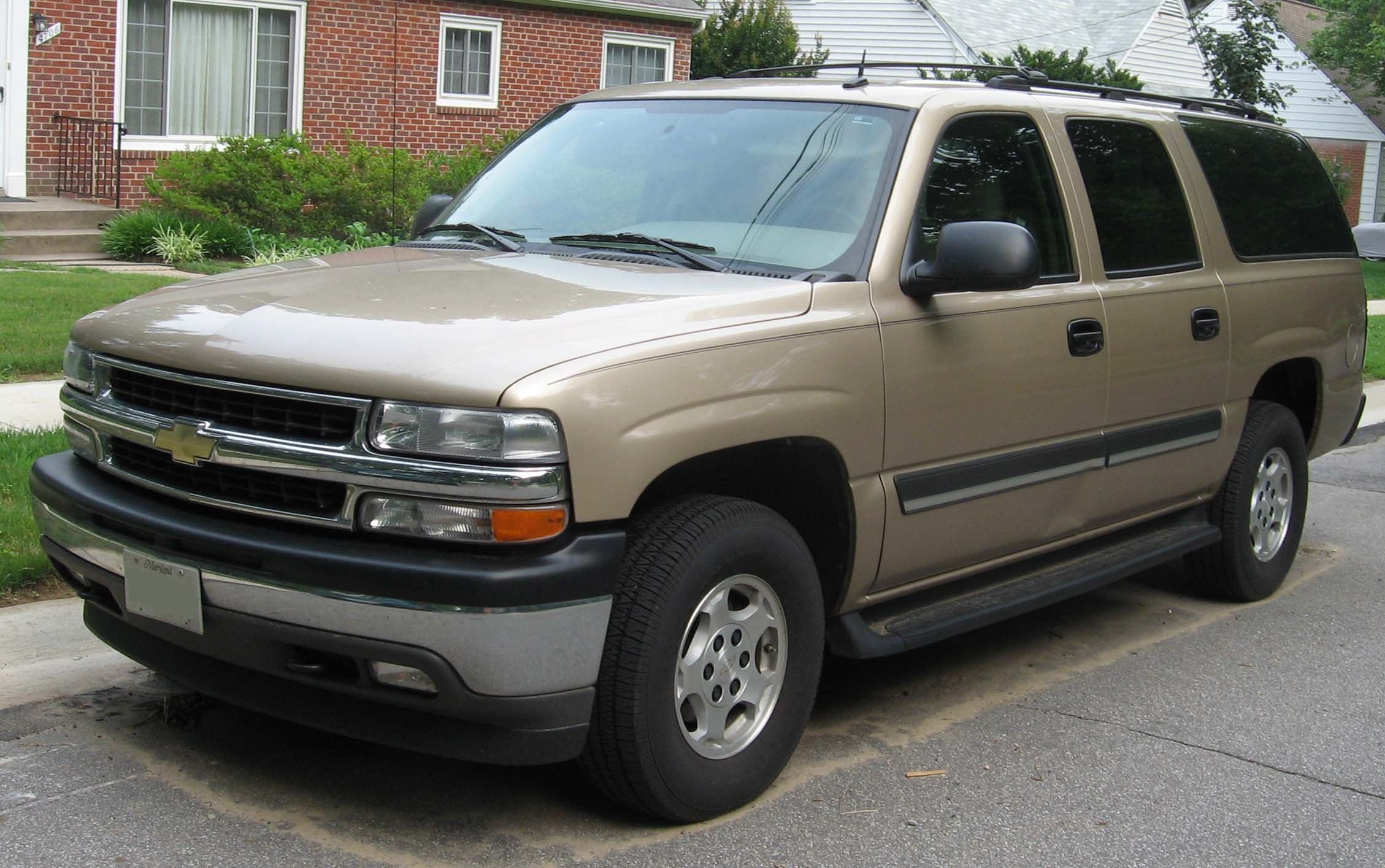
Chevrolet Suburban 9 (2000—2006)

Suburban на платформі GMT800 з'явився в кінці 1999 року в двох версіях — 1500 і 2500. І для заднеприводної, і для повнопривідної версій пропонувалися 3 комплектації — Base, LS і LT. З'явилися оновлення, такі як запасне колесо під автомобілем, нова приладова панель, електронний клімат-контроль (у комплектації LT), дискові гальма на 4 колеса і тд.

### Двигуни
- 5.3 л Vortec 5300 LM7 V8 (Gen III) (тільки 1500)
- 5.3 л Vortec 5300 L59 flex fuel V8 (Gen III) (тільки 1500) (2002—2006)
- 6.0 л Vortec 6000 LQ4 V8 (Gen III) (опція для 1500 2006; стандарт для 2500)
- 8.1 л Vortec 8100 L18 V8 (опція, тільки 2500)

## Десяте покоління (2007—2014)

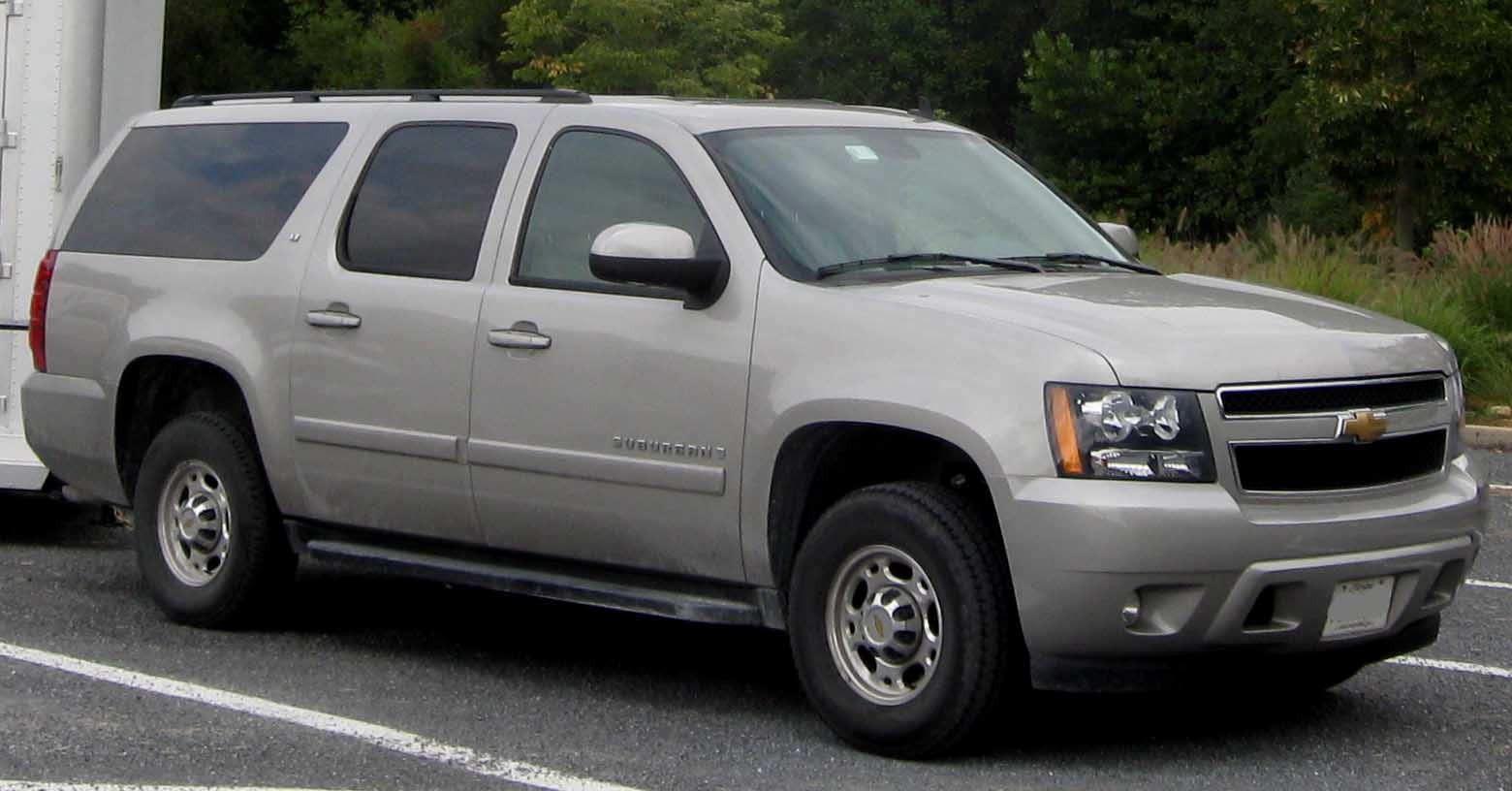
Chevrolet Suburban 10 (2007—2014)

В кінці 2005 року почалися випробування 10 покоління автомобіля. У січні 2006 року Suburban і Yukon XL були оприлюднені на автосалоні в Лос-Анджелесі. У березні того ж року почалися продажі GMT900. Нові моделі отримали більш сучасний, менш квадратний дизайн, такий же, як на раніше випущених Chevrolet Tahoe і GMC Yukon.
Suburban і раніше зберіг свої 9-пасажирських крісел, які стали доступні в комплектаціях LS, LT, LTZ і пакеті опцій Z71. LT2 і LT3 отримали шкіряні крісла, 6, 7 і 8 місця стали опциональнимі. Пакет Z71 також став доступний на LT2 і LT3, які включає в себе два тони оздоблення шкіряних сидінь. Всі мексиканські Suburban, в тому числі 9-місні моделі, отримали двоколірні шкіряні сидіння, що використовуються в Z71. Chevrolet-Мексика пропонує поліції варіант Suburban з встановленою на заводі бронею і форсованим двигуном. Ця модель використовується в мексиканській федеральній поліції і позиціонується як LT-P (P — поліція).

### Двигуни
- 5.3 л Vortec 5300 LY5 V8 (тільки 1500)
- 5.3 л Vortec 5300 LMG flex fuel V8 (опція, тільки 1500)
- 6.0 л Vortec 6000 L76 V8 (тільки 1500) (опція, 2007—2009)
- 6.0 л Vortec 6000 LY6 V8 (тільки 2500)

## Одинадцяте покоління GMTK2XX (2014—2020)

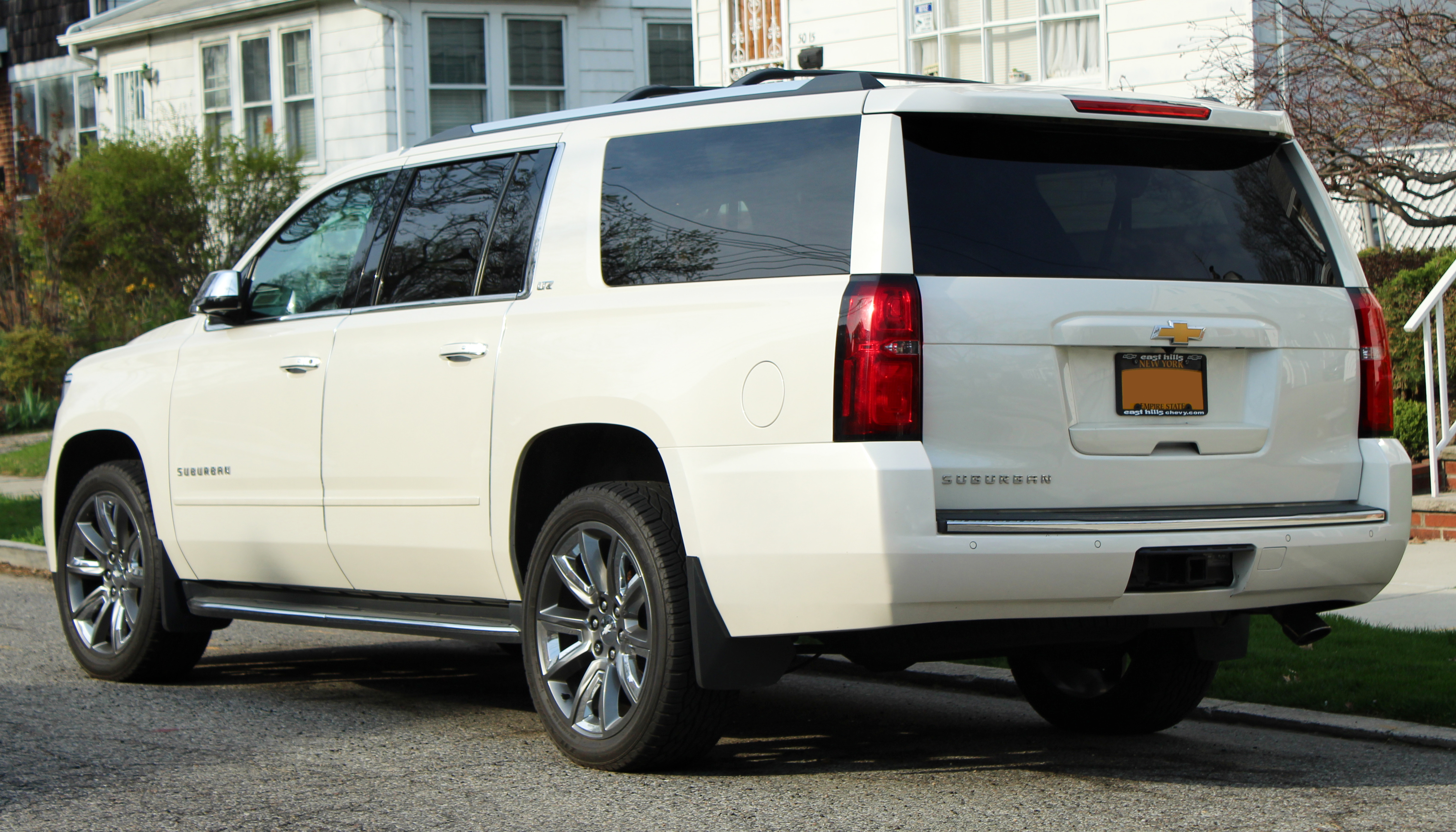
Chevrolet Suburban 11 (з 2014)

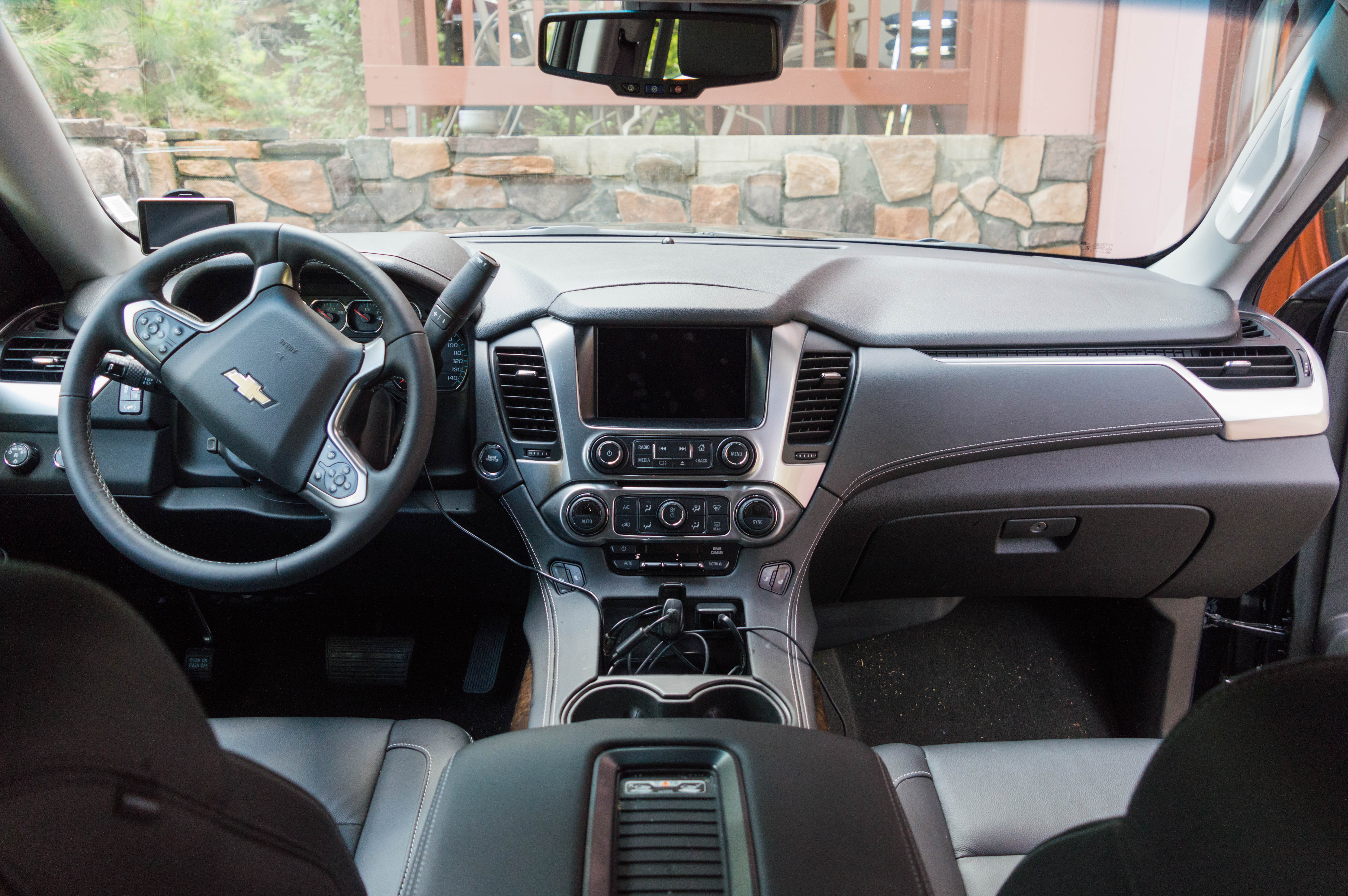
Chevrolet Suburban 11 (з 2014)

Одинадцяте покоління Chevrolet Suburban представлено в вересні 2013 року, в продаж надійде в першому кварталі 2014 року. Виготовляти його будуть в Арлінгтоні (Техас). Автомобіль отримав новий бензиновий двигун EcoTec3 5.3L V-8 FlexFuel (L83), потужністю 355 к.с., крутним моментом 519 Нм.
Оновлення 2016 року стосувались підвищення зручності та безпеки, модернізації аудіосистеми та появи нових кольорів.  Основним конкурентом позашляховика вважається Ford Expedition EL. Перевагою Suburban у даному випадку є новизна та вишуканість. Інші конкуренти не можуть зрівнятись з Suburban за розміром. Автомобіль вміщує дев'ятьох пасажирів, залишаючись зручним для кожного. Буксирує він 3.629 кг. За плечима цього позашляховика не один десяток років, але він залишається потужним, розкішним, технологічним транспортним засобом. Загалом, значних змін у 2016 очікувати не доводиться. Був вдосконалений пакет «Driver Alert». Водій отримав можливість оснастити автомобіль проєкційним дисплеєм на лобовому склі. Новий 8-дюймовим екран з Connected радіо увійшов у базу позашляховика. Покращилась система «MyLink».
Chevrolet Suburban зі стандартним 355-сильним двигуном і приводом на задні колеса витрачає 14.7 д/100 км у міському, 10.2 л/100 км у заміському і 12.5 л/100 км у змішаному циклах. З повним приводом показники становлять 15.7 л/100 км у місті, 10.7 л/100 км за його межами і 13.1 л/100 км у середньому. Буксирувальні можливості позашляховика обмежуються 3.765 кг.

### Двигуни
- 5.3 л EcoTec3 V8 FlexFuel 355 к.с. 519 Нм
- 6.2 л EcoTec3 V8 FlexFuel

## Дванадцяте покоління GMTT1XX (з 2020)

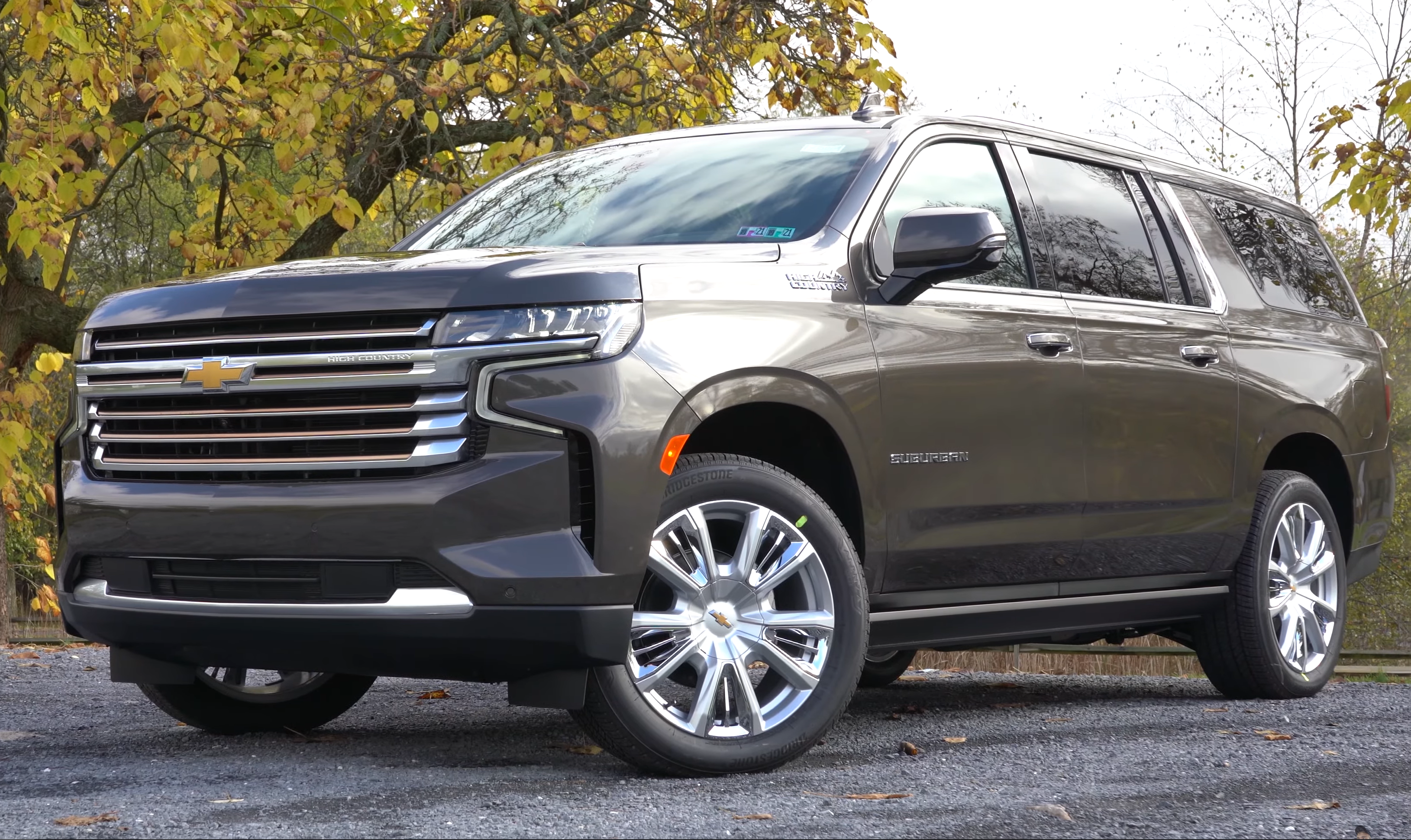
Chevrolet Suburban 12

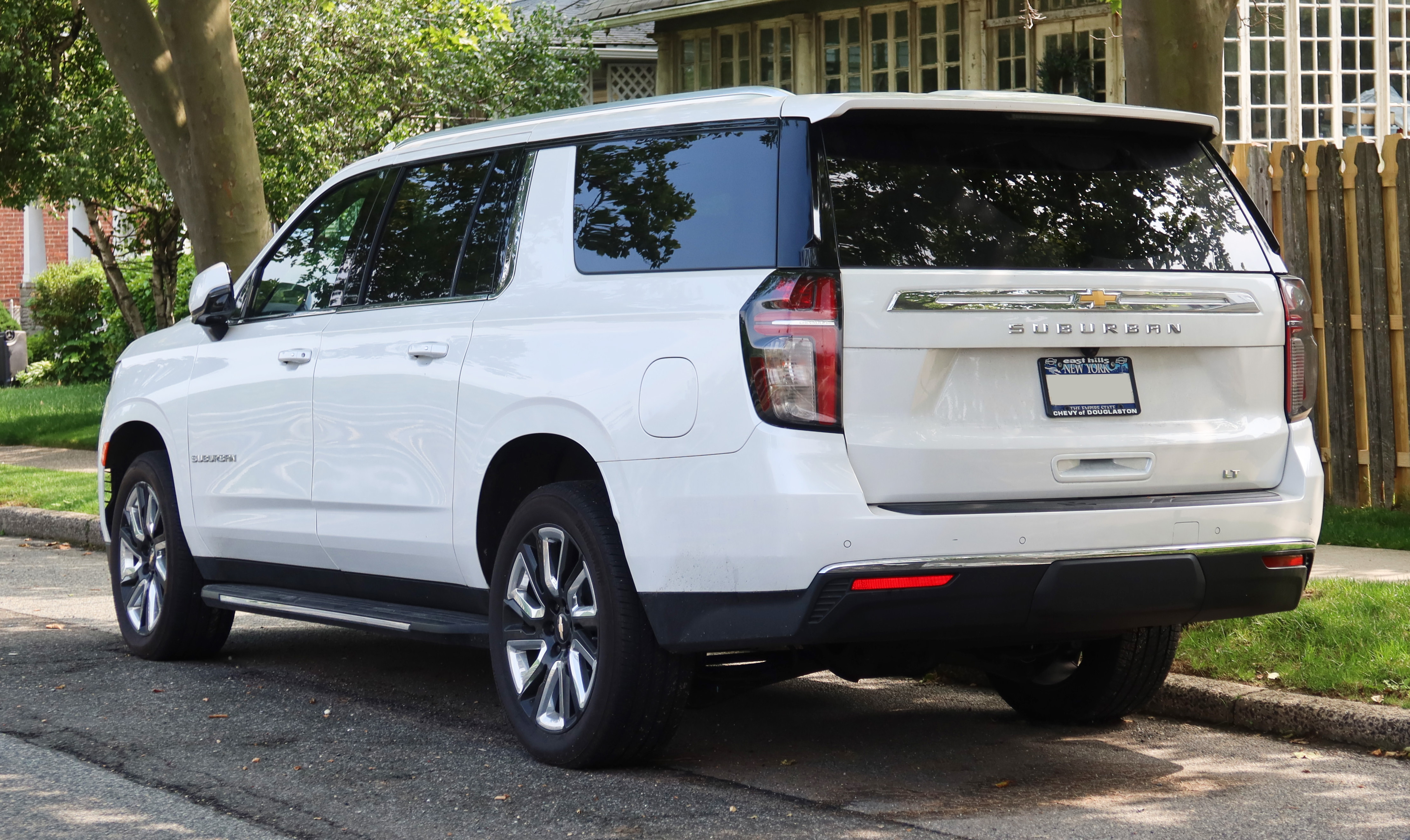
Chevrolet Suburban 12

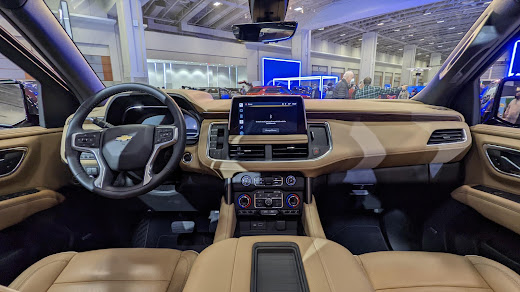

В грудні 2019 року представили дванадцяте покоління Chevrolet Suburban. Автомобіль збудовано на платформі T1XX з новою незалежною задньою підвіскою. замість нерозрізного моста, як в попередника. Підвіска оснащаються адаптивними амортизаторами Magnetic Ride Control (стандарт для версій Premier і High Country і опція для Z71). Тут з'явилася нова пневматична підвіска Air Ride Adaptive на обох осях (доступна в комплектаціях High Country і Z71) з вирівнюванням рівня кузова в залежності від навантаження на кожному з чотирьох кутів автомобіля індивідуально і з регулюванням кліренсу в діапазоні 101 мм.
Пневмопідвіска може опускати кузов на 19 мм від середнього положення для поліпшення аеродинаміки на шосейних швидкостях або на 51 мм для посадки пасажирів і завантаження багажу, а піднімати його від середнього ж рівня на 25 мм на малих швидкостях на бездоріжжі (в режимі трансмісії 4WD HI) або на всі 50 мм (в режимі 4WD LO).
Оновлений Chevrolet Suburban 2021, в порівнянні з попереднім поколінням, отримав на 650 л більше простору в багажнику та 5 см простору під ногами пасажирів останнього ряду. Салон повністю змінив інтер'єр, на центральній консолі з'явився 10,2-дюймовий сенсорний дисплей.

### Двигуни
- 5.3 л EcoTec3 V8
- 6.2 л EcoTec3 V8 (RST Suburban)
- 3.0 Lл Duramax I6 turbodiesel (не для Z71)

## Продажі в США
| Календарний рік | Suburban | Yukon XL | Всього продажі в США |
| --------------- | -------- | -------- | -------------------- |
| 1998            | 108,933  | -        | 108,933              |
| 1999            | 138,977  | 1,857    | 140,834              |
| 2000            | 133,123  | 47,016   | 180,139              |
| 2001            | 154,782  | 70,706   | 225,488              |
| 2002            | 151,056  | 67,556   | 218,612              |
| 2003            | 135,222  | 70,887   | 206,109              |
| 2004            | 119,545  | 65,917   | 185,462              |
| 2005            | 87,011   | 53,652   | 140,663              |
| 2006            | 77,211   | 45,413   | 122,624              |
| 2007            | 83,673   | 45,303   | 128,976              |
| 2008            | 54,058   | 26,404   | 80,462               |
| 2009            | 41,055   | 16,819   | 57,874               |
| 2010            | 45,152   | 23,797   | 68,949               |
| 2011            | 49,427   | 25,223   | 74,650               |